# GP Ouest France-Plouay 2003 (vrouwen)
De GP Ouest France-Plouay 2003 was de 5ste editie van deze Franse wielerkoers en werd verreden op zaterdag 23 augustus over een afstand van 113 kilometer. Het was de zevende wedstrijd in de strijd om de UCI Road Women World Cup.
| GP Ouest France-Plouay (113 km) |                         |       |          |
| Plaats                          | Naam                    | Ploeg | Tijd     |
| Winnaar                         | Nicole Cooke            |       | 2u59'45" |
| 2                               | Judith Arndt            |       | z.t.     |
| 3                               | Mirjam Melchers         |       | z.t.     |
| 4                               | Joane Somarriba         |       | z.t.     |
| 5                               | Juliette Vandekerckhove |       | +00' 25" |
| 6                               | Arenda Grimberg         |       | z.t.     |
| 7                               | Modesta Vzesniauskaite  |       | z.t.     |
| 8                               | Maribel Moreno          |       | +00' 30" |
| 9                               | Lyne Bessette           |       | +01' 02" |
| 10                              | Regina Schleicher       |       | +01' 21" |

| Stand UCI Road Women World Cup 2003 |                   |       |        |
| Plaats                              | Naam              | Ploeg | Punten |
| Gouden trui                         | Nicole Cooke      |       | 282    |
| 2                                   | Sara Carrigan     |       | 164    |
| 3                                   | Mirjam Melchers   |       | 159    |
| 4                                   | Judith Arndt      |       | 157    |
| 5                                   | Regina Schleicher |       | 131    |
| 6                                   | Anita Valen       |       | 97     |
| 7                                   | Zoulfia Zabirova  |       | 94     |
| 8                                   | Olivia Gollan     |       | 89     |
| 9                                   | Katie Mactier     |       | 80     |
| 10                                  | Edita Pučinskaitė |       | 76     |

Bretagne Classic: 1931 · 1932 · 1933 · 1934 · 1935 · 1936 · 1937 · 1938 · 1939 - 1944 · 1945 · 1946 · 1947 · 1948 · 1949 · 1950 · 1951 · 1952 · 1953 · 1954 · 1955 · 1956 · 1957 · 1958 · 1959 · 1960 · 1961 · 1962 · 1963 · 1964 · 1965 · 1966 · 1967 · 1968 · 1969 · 1970 · 1971 · 1972 · 1973 · 1974 · 1975 · 1976 · 1977 · 1978 · 1979 · 1980 · 1981 · 1982 · 1983 · 1984 · 1985 · 1986 · 1987 · 1988 · 1989 · 1990 · 1991 · 1992 · 1993 · 1994 · 1995 · 1996 · 1997 · 1998 · 1999 · 2000 · 2001 · 2002 · 2003 · 2004 · 2005 · 2006 · 2007 · 2008 · 2009 · 2010 · 2011 · 2012 · 2013 · 2014 · 2015 · 2016 · 2017 · 2018 · 2019 · 2020 · 2021 · 2022 · 2023 · 2024
Classic Lorient Agglomération: 1999 · 2000 · 2001 · 2002 · 2003 · 2004 · 2005 · 2006 · 2007 · 2008 · 2009 · 2010 · 2011 · 2012 · 2013 · 2014 · 2015 · 2016 · 2017 · 2018 · 2019 · 2020 · 2021 · 2022 · 2023 · 2024